# Burlington Arcade
Burlington Arcade er en arkade i London, der går bagved Bond Street fra Piccadilly til Burlington Gardens. Den åbnede i 1819 og er forløber for 1800-tallets europæiske indkøbsgallerier og moderne indkøbscentre. Burlington Arcade blev opført til butikker med smykker og andre luksusgenstande. Det er en af Londons ældste arkader og blev opført, da arkader var et nyt butiksbyggeri, der skulle dække den voksende middelklasses behov.
I arkaden går der traditionelle vagter (beadles)  iført høj hat og diplomatfrakke, der er designet af Henry Poole & Co. Vagterne forbyder syngende, fløjtende og løbende adfærd, ligesom åbne paraplyer eller store pakker ikke er tilladt i arkaden.